# Chysis bractescens
Espèce
Statut CITES
Chysis bractescens est une espèce d'orchidées du genre Chysis originaire d'Amérique centrale.